# Kanie
Pour les articles homonymes, voir Kanie (homonymie).
Kanie (蟹江町, Kanie-chō) est un bourg du district d'Ama, dans la préfecture d'Aichi au Japon.

## Géographie

### Démographie
Au 1er janvier 2014, la population de Kanie s'élevait à 36 631 habitants répartis sur une superficie de 11,10 km2.